# یاکیف پانکوین
یاکیف پانکوین (روسی: Яков Григорьевич Пункин؛ ۸ دسامبر ۱۹۲۱ – ۱۲ اکتبر ۱۹۹۴) کشتی‌گیر فرنگی اهل اتحاد جماهیر شوروی سوسیالیستی بود.
وی در مسابقات کشوری و بین‌المللی در مجموع برندهٔ ۱ مدال طلا شده‌است.